# District de Weibin (Xinxiang)
Pour les articles homonymes, voir Weibin.
Le district de Weibin (卫滨区 ; pinyin : Wèibīn Qū) est une subdivision administrative de la province du Henan en Chine. Il est placé sous la juridiction de la ville-préfecture de Xinxiang.